# Jinzhouornis zhangjiyingia
Jinzhouornis zhangjiyingia é uma ave primitiva da família Confuciusornithidae, do período Cretáceo Inferior. Seus restos fósseis foram encontrados na província de Liaoning, nordeste da China. Sua validade é questionável, sendo considerado por alguns como um sinônimo de Confuciusornis sanctus.